# パラレル・セックス 痴女が潜む街
『パラレル・セックス 痴女が潜む街』（パラレル・セックス ちじょがひそむまち）は、加藤義一監督の日本映画。2020年3月27日公開。R-18作品。映倫での表記ジャンルは「官能ファンタジー」。

## 概要
二宮ひかりピンク映画初出演、初主演作品。新型コロナウイルスの感染拡大による映画館営業自粛により封切館の上野オークラ劇場、横浜光音座IIでは3月28日、29日の公開が休止となっており、短縮公開となった。
2020年6月5日より上野オークラ劇場で1週間再上映。2021年3月3日、スターボードからDVD化。

## あらすじ
仕事が苦痛に感じ、家庭でも気まずさを覚える中年男・雅夫。その男が現実世界と、初恋の女性にモテモテになるもうひとつの世界の合間を行き来できる奇妙な空間に迷い込む。それは男の理想か、悪夢の始まりか。

## 登場人物
キリエ
演‐二宮ひかり
雅夫の初恋の女性の当時の面影のままの容姿をした女性。21歳までに処女を失わないと消えてしまうというが…。
中岡雅夫
演‐小滝正大
仕事に弱音を吐く中年男性。街で初恋の女性の面影を見つけ追いかけ、見知らぬ世界と行き来ができるようになる。
中岡康子
演‐並木塔子
雅夫の妻。夫とは惰性でセックスする間柄。
狭間の空間の女性
演‐長谷川千紗
ヴァージン管理局職員。現実ともうひとつの世界の間にいる女。
男
演‐安藤ヒロキオ
男
演‐可児正光

## スタッフ
- ナレーション：竹本泰志
- 監督：加藤義一
- 脚本：筆鬼一
- 撮影監督：創優和
- 録音：小林徹哉
- 編集：有馬潜
- 音楽：友愛学園音楽部
- 助監督：小関裕次郎
- スチール：本田あきら
- 整音：Bias Technologist
- 仕上げ：東映ラボ・テック
- 制作：加藤映像工房[6]
- 提供：オーピー映画